# Estlands konservativa folkparti
Estlands konservativa folkparti (estniska: Eesti Konservatiivne Rahvaerakond, EKRE) är ett nationalkonservativt och EU-kritiskt parti i Estland som förespråkar direktdemokrati efter schweizisk förebild. Partiet har nära 8 000 medlemmar.

## Ideologi och profilfrågor
Partiet stöder en gemensam europeisk säkerhetspolitik men anser att Europeiska unionen är ett hot mot den estniska självständigheten. Den ”demografiska situationen” har lyfts fram av partiet som en viktig fråga och anser att Estlands befolkning och kulturarv inte får undergrävas genom massinvandring. Partiet understöder en stark familjepolitik som är tänkt att även uppmuntra barnafödandet hos etniska ester och därigenom kunna bibehålla populationen och den estniska kulturen. Diskussionen i de allmänna medierna kring partiets profil har varierat mellan högerpopulistisk och högerextremistisk.

## Parlamentarisk representation
EKRE är sedan lokalvalen i oktober 2013 representerade i beslutande församlingar på flera platser i landet.
I parlamentsvalet 2015 fick Konservativa folkpartiet 8,1 % av rösterna och trädde därmed in i Riigikogu med 7 mandat som det minsta av sex där representerade partier. Partiet gick fram kraftigt i det följande parlamentsvalet 2019, då man uppnådde 17,8 procent av rösterna och 19 mandat i Riigikogu. Som resultat av framgångarna kom partiet att efter valet att ingå i Jüri Ratas mitten-höger-koalitionsregering. Efter regeringen Ratas avgång i januari 2021 sprack koalitionssamarbetet och EKRE gick i opposition.
I Europaparlamentsvalet 2014 fick partiet 13 247 röster och inget mandat, 2019 fick det 42 268 röster och ett av Estlands sju (eller sex, före Brexit) mandat. Där anslöt de sig till ENF-gruppen, samma partigrupp som franska Nationell Samling. Efter Europaparlamentsvalet 2019 omformades gruppen till den nuvarande ID-gruppen.